# Rybnik
Rybnik (udtale: [ˈrɨbɲik]; schlesisk: Rybńik) er en by i den sydlige  del af  voivodskabet Schlesien i  det sydlige Polen. Byen   har 133.772(2021) indbyggere og et areal på  		148 km², og er et selvstændigt  bypowiat. Den ligger omkring 38 km  sydvest for Katowice, regionens hovedstad, og omkring 19 km fra den Tjekkiske grænse. Det er en af de større byer i Katowice-Ostrava storbyområdet med en befolkning på 5,3 millioner og hovedbyen i den såkaldte Underregion Zachodni , tidligere også kendt som Rybnik-kulområdet. Med en befolkning  pr. 1. januar 2022, på 135.994 er det den 25. mest folkerige by i Polen. 
Navnet Rybnik stammer fra et gammelt slavisk ord rybnik, der betyder en dam (tjekkisk sprog bruger det stadig, mens det moderne ord på polsk er staw), som lå på stedet for den nuværende markedsplads. I middelalderen smeltede tre bygder sammen til en by, med tyske Magdeburgrettigheder, der går tilbage til 1308. Fiskeri, handel og kunst var hovederhvervene. Rybniks udvikling accelererede i slutningen af det 19. århundrede efter opdagelsen af rige kulfelter og fortsatte indtil 1980'erne. 

## Historie
Byens oprindelse kan spores tilbage i det 9. og 10. århundrede, hvor der eksisterede tre slaviske bosættelser på Rybniks nuværende område, som til sidst slog sig sammen til én by. Det blev en del af den nye polske stat under dens første historiske hersker Mieszko 1. i det 10. århundrede. I løbet af den middelalderlige østlige migration af tyske nybyggere (se: Ostsiedlung) blev Rybnik, som mange andre polske bosættelser, indlemmet  og tildelt bystatus og ret iflg. de såkaldte Magdeburgrettigheder på et tidspunkt før 1308 (den nøjagtige dato forbliver ukendt). Dette skal dog ikke forveksles med en ændring i nationalt tilhørsforhold; Rybnik fortsatte med at være en del af Kongeriget Polen, indtil det meste af Schlesien blev et len af Kongeriget Bøhmen i 1327, men Rybnik blev stadig regeret af lokale polske hertuger fra Piast-dynastiet indtil 1336.